# ケルト音楽
ケルト音楽（ケルトおんがく、英: celtic music）またはケルティック・ミュージックとは、レコード会社、音楽メディア、ジャーナリズムなどによって、伝統音楽をベースとするポップスやロックから民族風の現代の音楽まで幅広い音楽につけられた、多国籍音楽産業の用語である。
ケルト人に起源を発するわけでも、ケルトの歴史や文化に関係しているわけでも全くないが、この用語は音楽業界で幅広く用いられている。
ケルト音楽は、民俗音楽がワールドミュージックとして世界に売り出すうえでわかりやすい商標となった一方、民俗音楽のルーツを薄める用語としてミュージシャンたちから疑問視する声も上がっている。近年ではこの用語の濫用が進み、作曲家によって作られるゲーム音楽、アニメ音楽、ポピュラー音楽、ムード音楽、BGM、民族風オリジナル・ソングなども含む。

## 概要
ケルト音楽は、地域的にはブリテン諸島(アイルランド、スコットランド、イングランド、ウェールズ、シェットランド)、フランスのブルターニュ、スペインのガリシア地方、アストゥリアス地方、北東ポルトガル、カナダのケープ・ブレトン島などから発信される現代の商業音楽である。
1980年代にアイルランド出身のエンヤが活躍したことから、音楽業界によってポップスの新しい商標として使われるようになった。その他のアイルランド発のケルティック・ミュージックとしては、ブルー・アイド・ソウルのヴァン・モリソン、オルタナティヴ・ロックのシネイド・オコナー、アイリッシュ・パンクのザ・ポーグスなどが挙げられる。

## 代表的なミュージシャン・アーティスト
- アルタン
- エミリー・ミッチェル
- クラナド
- エンヤ
- クールフィン
- ケルティック・ウーマン
- ザ・コアーズ

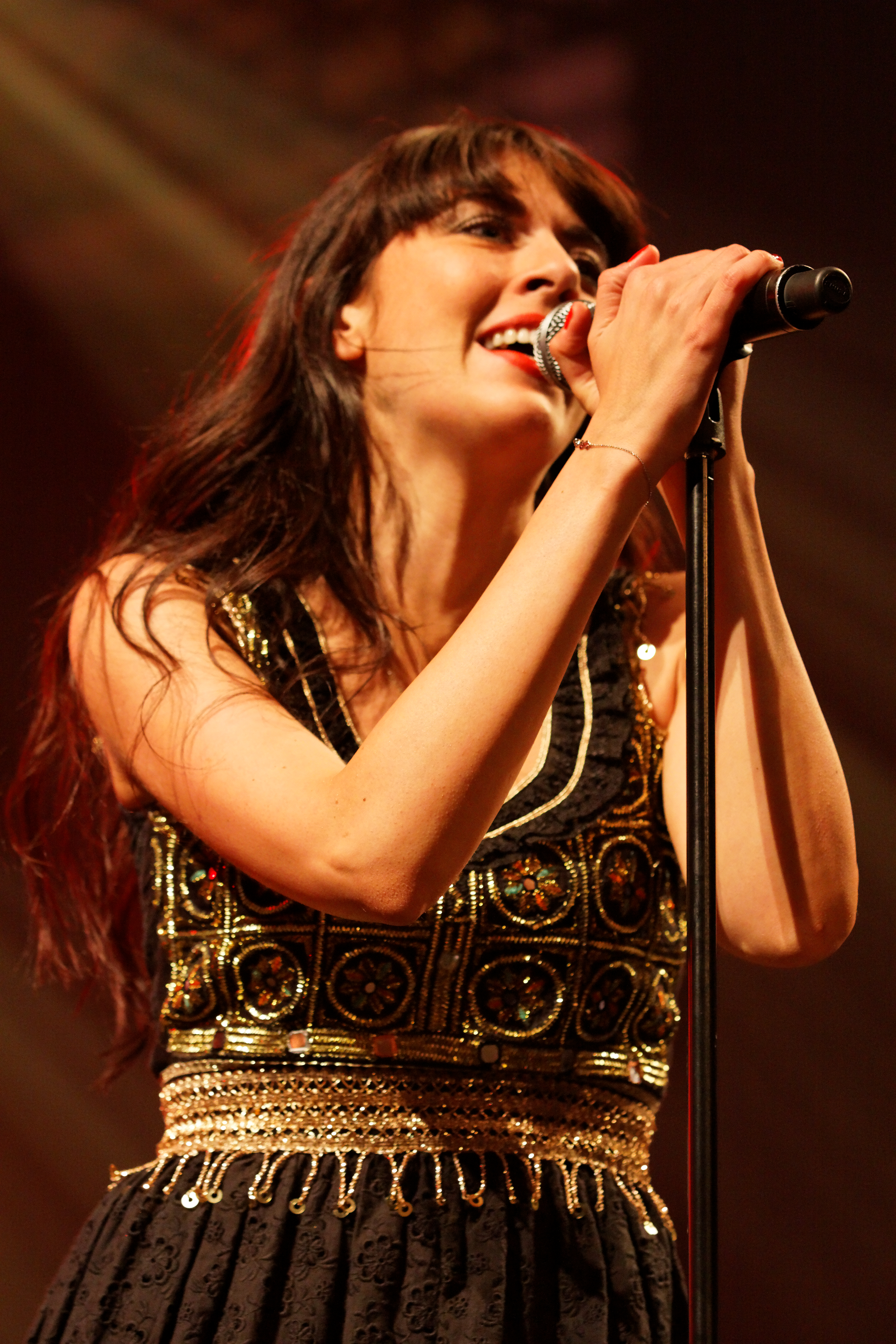
ノルウェン・ルロワ (Nolwenn Leroy)

- ジャン・ジャック・ゴールドマン（Jean-Jacques Goldman）
- セシル・コルベル
- チーフタンズ
- ノルウェン・ルロワ
- ドーナル・ラニー
- プランクシティ
- ボシー・バンド
- ルアル・ナ・ルブレ
- ルナサ
- ロリーナ・マッケニット
- The Sidh